# Bogdan Dowlasz
Bogdan Dowlasz (* 8. Januar 1949 in Łódź; † 1. Februar 2025 ebendort) war ein polnischer Akkordeonist, Musikpädagoge und Komponist.

## Werdegang
Dowlasz begann 1957 mt dem Akkordeonspiel am Musikzentrum in Łódź. Er studierte dann an der Staatlichen Musikhochschule Akkordeon bei Mieczysław Mikołajczyk und von 1969 bis 1974 Akkordeon bei Irmgard Slota-Krieg, sowie Musiktheorie und Komposition bei Heinrich Becker und Herbert Kirmße an der Hochschule für Musik Franz Liszt Weimar.
Nach seiner Rückkehr nach Polen unterrichtete er Akkordeon, Instrumentation und Propädeutik der Komposition an verschiedenen Musikschulen und Musikhochschulen, darunter ab 1974 an der Staatlichen Musikhochschule (heute Musikakademie) Łódź, deren Rektor er von 1993 bis 1999 war. Danach erhielt er den Lehrstuhl für Akkordeonspiel und zeitgenössische Musik und wurde 2008 Leiter des Doktoratsstudiums. Von 1997 bis 2003 unterrichtete er außerdem auch an der Universität Łódź; weiterhin gab er Meisterkurse in Österreich, den Niederlanden, Litauen, Luxemburg, Deutschland, der Slowakei und der Tschechischen Republik und hielt bei wissenschaftlichen Symposien Vorträge über die Geschichte des Akkordeons, Akkordeonspiel und Komposition für das Instrument. Als Gutachter für die Verleihung von Doktor- und Professortiteln arbeitete er für die Musikakademien Danzig, Kattowitz, Łódź, Posen, Warschau und Tschenstochau sowie die Anton Bruckner Privatuniversität in Linz.
Als Solist und Kammermusiker trat Dowlasz in Polen und im Ausland auf und spielte zahlreiche Premieren von Werken zeitgenössischer Musiker. Er gründete und leitete das Łódzki Kwintet Akordeonowy, das Łódzka Orkiestre Akordeonowa sowie (1980–2002) das Trio Łódzkie (mit Antoni Wierzbiński, Flöte, und Jerzy Nalepka, Gitarre) und spielte viele Aufnahmen für Rundfunk, Fernsehen, Film und Theater ein. Sein kompositorisches Werk umfasst Solo- und Kammermusik sowie Schauspielmusik, insbesondere auch (pädagogische) Literatur für das Akkordeon. Er erhielt mehrere internationale Kompositionspreise, und zahlreiche seiner Kompositionen sind ein obligatorisches Repertoire von nationalen und internationalen Akkordeonwettbewerben in Polen und im Ausland.
Dowlasz war u. a. Vizepräsident des Hauptausschusses des Polnischen Akkordeonverbandes und Vorstandsmitglied des Fördervereins Internationale Akkordeonwettbewerbe in Klingenthal. Er wurde mit dem Ritterkreuz des Ordens Polonia Restituta, der Medaille der Nationalen Bildungskommission und als Verdienter Aktivist der Kultur ausgezeichnet.